# Roue de vélo
Cet article concerne la pièce mécanique. Pour la sculpture de Marcel Duchamp, voir Roue de bicyclette (Duchamp).

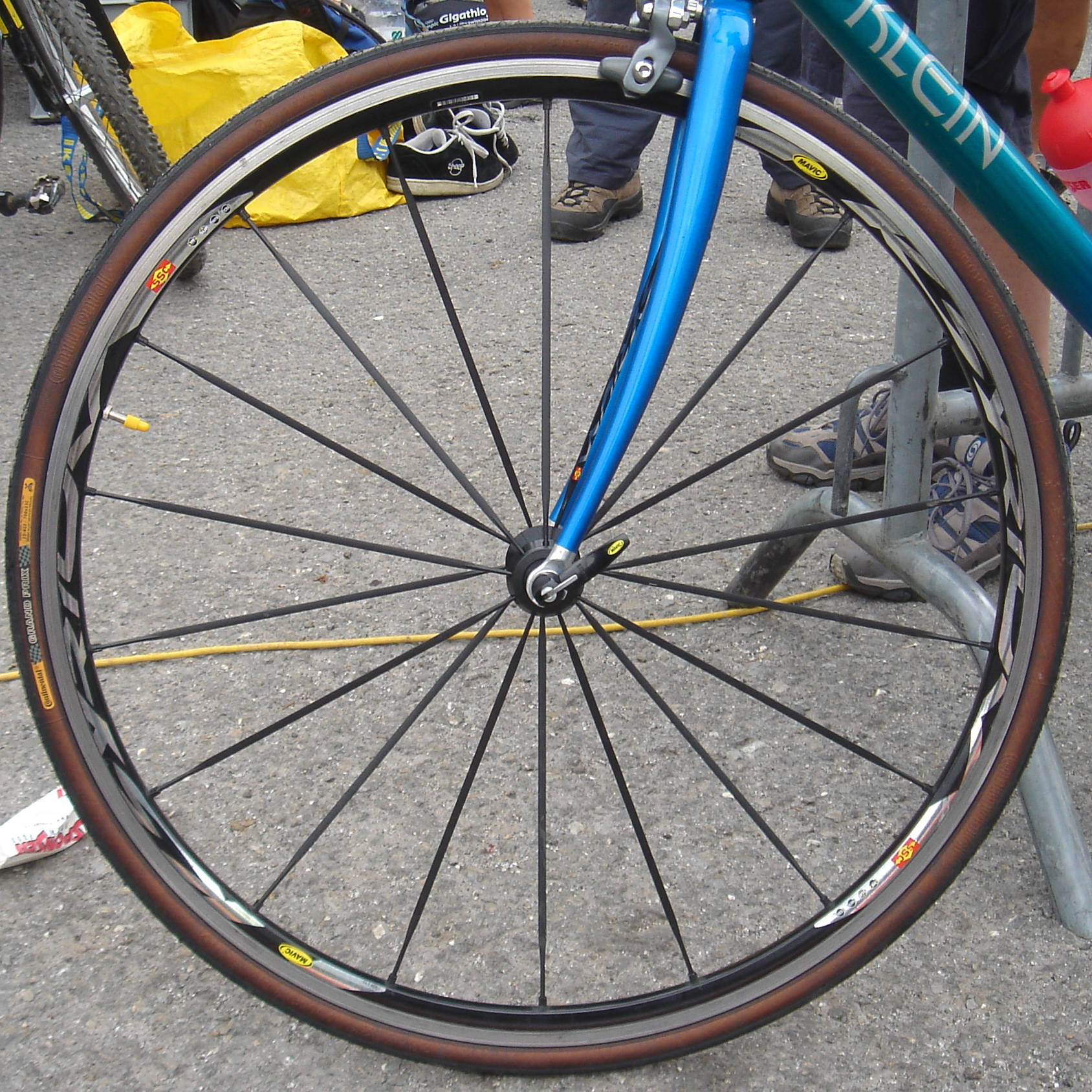
Roue avant de vélo de course.

Une roue de vélo ou roue de bicyclette est une roue adaptée à la bicyclette (vélo). Il s'agit la plupart du temps d'une roue à rayons. Les roues de vélo se fixent la plupart du temps sur le cadre et la fourche par l'intermédiaire d'un axe, cet axe est souvent bloqué à la partie fixe par écrou ou par un système à levier décentré (invention de Tullio Campagnolo).

## Composants de la roue
Les premières roues de vélo étaient construites comme celles des carrosses : un moyeu en bois, un axe en acier (les roulements étaient situés au bout des fourches), des rayons en bois et des cerclages en fer souvent mal ajustés. Une roue de vélo moderne a un moyeu en métal, des rayons fins en métal et une jante en métal ou en fibre de carbone qui maintient un pneumatique en caoutchouc.

### Moyeu
Le moyeu est la partie centrale d'une roue de vélo. Il est constitué d'un axe, de roulements, et du corps du moyeu. Le corps du moyeu possède généralement deux flasques usinés sur lesquels on peut attacher les rayons. Le corps peut être en un seul morceau avec une cassette, ou bien avec une roue libre, ou encore, sur les anciens modèles les flasques peuvent être sur un corps séparé. Il existe plusieurs types de moyeu : 
- le moyeu pour cassette, disposant d'un corps de roue libre afin de monter une cassette. Les corps de roue libre diffèrent selon le constructeur et le nombre de pignons (de 7 à 12 voire 13 chez Rotor).
- le moyeu pour roue libre, ayant un côté fileté pour visser la roue libre[2]. On peut également y monter un pignon fixe (vélo de piste/fixie).
- le moyeu « flip-flop », utilisé sur les fixies, ce moyeu dispose d'un filetage de chaque côté. Cela permet généralement d'y fixer une roue libre et un pignon fixe et de passer de l'un à l'autre en démontant/retournant la roue.

#### Axe
L'axe est fixé sur le cadre ou la fourche grâce à des attaches. Il en existe plusieurs sortes :
- des attaches-rapides sont constituées d'une tige avec un levier au bout et un écrou de l'autre bout ; on passe cette tige dans un axe creux. On trouve ce type d'attaches sur la plupart des vélos de route et VTT. Il permet de monter et démonter la roue sans aucun outil ;
- avec une vis, l'axe est fileté et dépasse des bords du cadre (ou de la fourche). On les trouve souvent sur les vélos de piste, les vélos à pignon fixe, les vélos à une seule vitesse, les BMX, et les vélos bon marché ;
- via l'axe - Un axe long, typiquement avec des diamètres de 20 mm (pour longueur de 110 mm) et de 9 mm (pour une longueur de 100,33 mm) s'attache directement sur la fourche (axe de 20 mm et 9 mm) et rarement sur le cadre (axe de 9 mm). Ce type d'axe est conçu pour avoir une bonne résistance. On les trouve sur la plupart des vélos de freeride et de descente ;
- un axe femelle est creux. Son diamètre typique est de 14, 17 ou 20 mm. Il est en chrome-molybdène ou en aluminium. Il est constitué de deux filetages pour boulons de chaque côté, ce qui lui confère une résistance plus grande en comparaison avec un axe traditionnel. On en trouve sur les moyeux de BMX haut de gamme et sur certains moyeux de VTT.

Les vélos modernes ont un espacement d'axe standard : pour les moyeux de roue avant, l'espacement de la fourche est généralement de 100 mm tandis que l'espacement du moyeu de roue arrière est généralement de 130 mm pour un vélo de route, et de 135 mm-150mm pour un VTT. Cet espacement plus large donne une marge qui peut être utilisée pour l'ajout d'un frein à disque ou pour augmenter la largeur de la roue afin qu'elle soit plus solide.

#### Roulements
Les roulements permettent au corps (et aux composantes de la roue) de tourner librement autour de l'axe. La plupart des moyeux de vélos utilisent des billes de roulement en acier ou en céramique. Les anciens modèles utilisent un système de roulement à cône et cuvette, tandis que les roues modernes utilisent un roulement annulaire préassemblé qui permet au constructeur de simplifier la technique et d'avoir un roulement tout de même assez moyen, sauf le haut de gamme d'où sortent des roulements montés en X type cuvette et billes le seul moyen d'avoir un roulement précis et efficace (voir les roues Campagnolo, Fulcrum haut de gamme).
Un moyeu avec roulement à cône et cuvette contient des billes qui sont en contact avec un cône vissé dans l'axe et une cuvette serrée à l'intérieur du corps du moyeu. Les deux surfaces sont lisses afin que les billes roulent avec le moins de friction possible. Ce type de moyeu peut facilement être démonté pour être lubrifié, mais il doit être ajusté correctement. Un mauvais ajustement peut entraîner une usure prématurée ou une rupture.
L'anneau d'un moyeu à roulement annulaire ressemble à un cylindre creux. Les billes sont coincées entre la surface interne et la surface externe. La surface interne peut alors tourner par rapport à la surface externe. La qualité peut être largement supérieure à des billes flottantes. L'anneau est coincé dans le corps du moyeu, et l'axe est positionné contre la surface interne de l'anneau. L'anneau en lui-même n'est pas ajustable ou réparable; au contraire, il doit être changé en cas d'usure ou de rupture.

#### Corps du moyeu
Le corps est la partie du moyeu sur laquelle sont attachés les rayons (ou les structures du disque). Le corps d'un moyeu pour roue à rayons possède généralement deux flasques dont les plans sont perpendiculaires à l'axe. Sur ces flasques, il y a des trous ou des fentes pour tenir les rayons. Certaines roues (comme la Full Speed Ahead RD-800) ont un flasque supplémentaire au centre du moyeu. Sur d'autres (comme certaines roues de marque Bontrager ou Zipp) on ne voit pas de flasque. Les rayons sont tout de même attachés sur le bord du moyeu, mais pas à des trous visibles. D'autres roues (comme celles de Velomax/Easton) ont un corps de moyeu fileté sur lequel on visse les rayons.

##### Freins dans le moyeu
Certains moyeux peuvent accueillir des freins à disque ou font partie intégrante d'un système de freins à tambour :
- freins à disque : un frein à disque comprend un plateau circulaire ou un disque attaché au moyeu. Des plaquettes de frein sont attachées sur l'étrier fixé à un côté de la fourche (ou du cadre). Lorsqu'elles sont actionnées, les plaquettes viennent compresser le disque. Le disque peut être attaché de multiples façons par des boulons ou un écrou cranté ;
- freins à tambour : un frein à tambour a deux patins de frein qui s'agrandissent à l'intérieur du corps du moyeu. Les tambours montés à l'arrière sont souvent utilisés sur les tandems en complément des freins sur jante. Cela apporte une plus grande puissance de freinage ;
- freins à rétropédalage : les freins à rétropédalage sont en fait un cas particulier des freins à tambour. Ils sont actionnés en pédalant en arrière. Le mécanisme est toujours situé à l'intérieur du corps du moyeu arrière.

##### Dynamo dans le moyeu

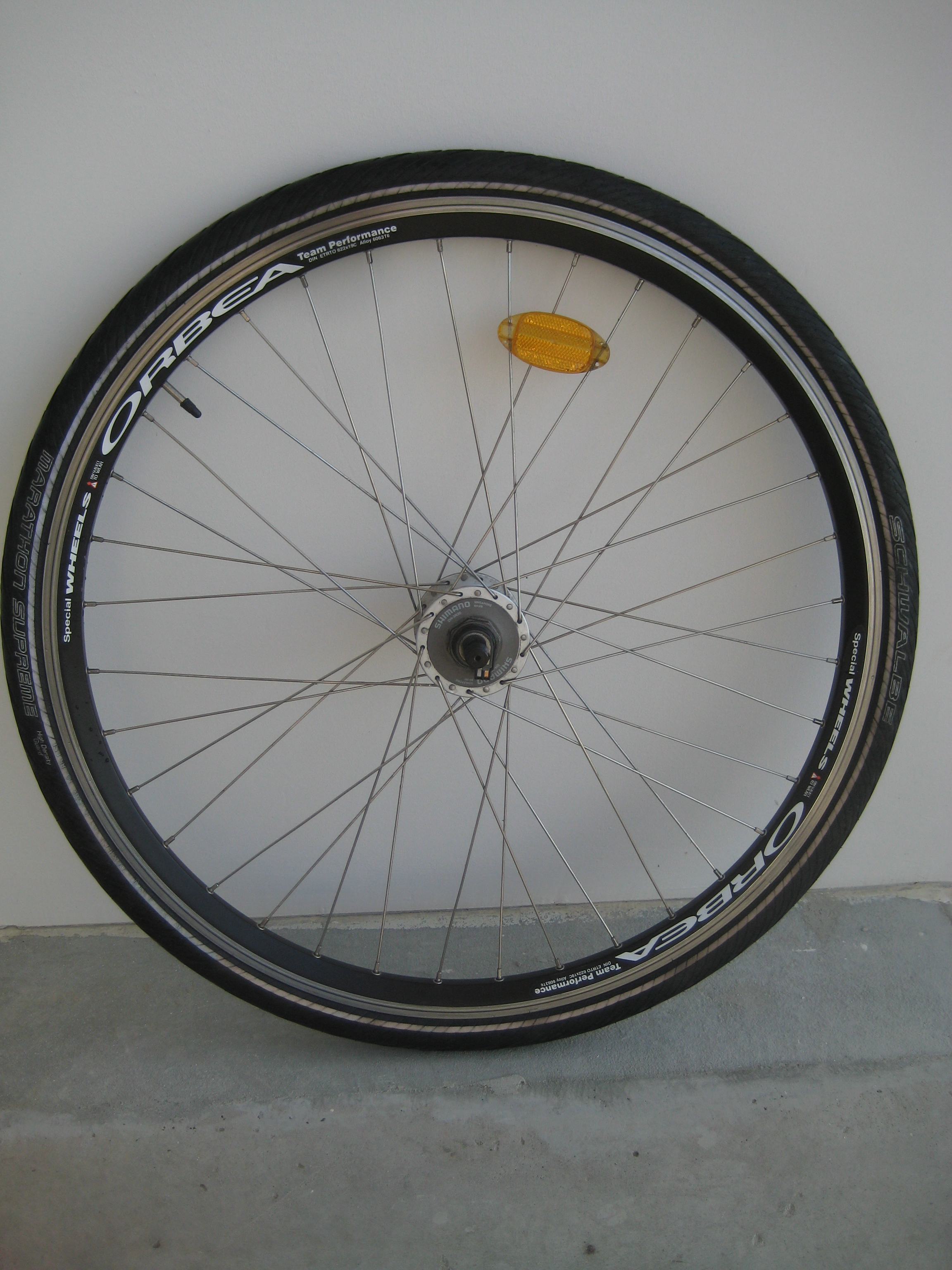
Dynamo moyeu sur une roue de vélo hybride.

De nombreux vélos de villes ou vélos hybrides possèdent une dynamo intégrée dans le moyeu. C'est un générateur de courant présent dans le moyeu de la roue avant, qui permet d'alimenter en courant un phare avant et un phare arrière pour l'éclairage du vélo.
L'électricité est produite grâce à la rotation des aimants présents dans le moyeu.

##### Pignons

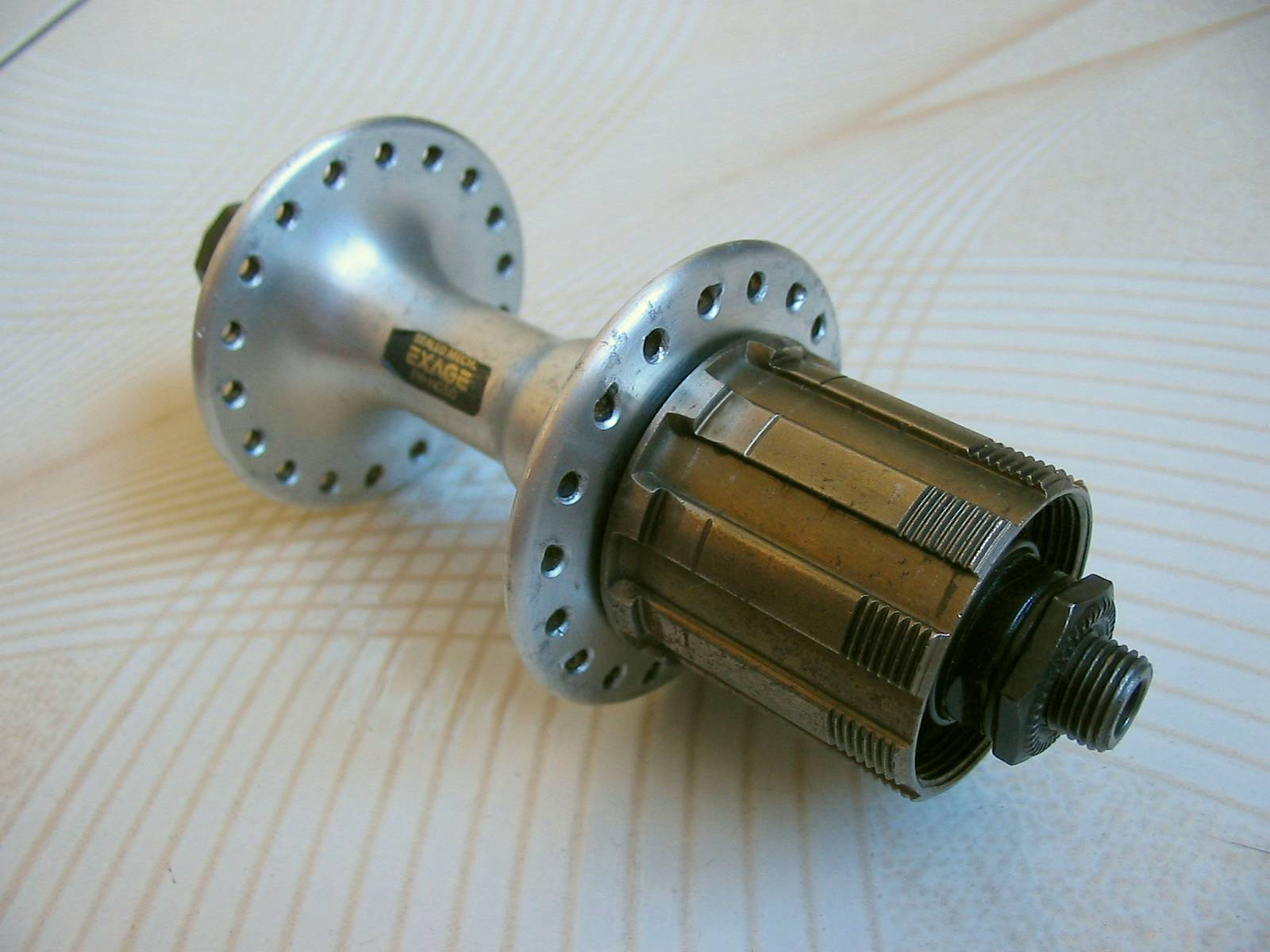
Moyeu à cassette

Il y a plusieurs méthodes pour attacher les pignons au moyeu arrière :
- moyeu à cassette - le mécanisme qui permet au cycliste d'être en roue libre est incorporé au moyeu. On glisse les pignons, ou plus généralement, une cassette de pignons sur des cannelures présentes sur le corps de la cassette. Ce système est utilisé sur la plupart des vélos modernes ;
- roue libre - le mécanisme qui permet au cycliste d'être en roue libre n'est pas incorporé au moyeu. Il est inclus dans un corps de roue libre séparé. Le moyeu est fileté et la roue libre est vissée dessus. Le corps de roue libre a des filetages ou des cannelures pour y placer les pignons ou bien un pignon intégral (dans le cas d'un vélo à une seule vitesse). Ce type de moyeu était utilisé avant l'apparition des moyeux à cassette ;
- pignon fixe - il n'y a pas de mécanisme qui permet au cycliste d'être en roue libre. Il y a deux jeux de filetages sur le corps du moyeu. Ces filetages ont deux directions opposées. Le jeu de filetage interne (sens des aiguilles d'une montre) sert pour le pignon fixe. Le jeu de filetage externe (sens inverse des aiguilles d'une montre) sert pour un contre écrou. Le contre écrou empêche le pignon de se dévisser, ce qui sinon, pourrait arriver lorsque le cycliste ralentit ;
- moyeu flip-flop - Les deux côtés du moyeu sont filetés. Cela permet de démonter puis retourner la roue pour changer le système de vitesses utilisé. En fonction du type du filetage, il peut être utilisé soit avec une seule vitesse en roue libre, soit avec un pignon fixe ;
- moyeu à vitesses intégrées - le mécanisme qui procure plusieurs vitesses est à l'intérieur de l'enveloppe du moyeu. Beaucoup de vélos à trois vitesses au moyeu furent construits au XXe siècle. Ce modèle est extrêmement robuste, bien que plus lourd que la plupart des systèmes de vitesse modernes. À l'heure actuelle, on trouve des moyeux de 3 à 14 vitesses, ou bien des transmissions à variation continue.
- Le freecoaster, dans le cadre du BMX freestyle, permet de rouler en marche arrière (fakie) sans le mouvement inverse du pédalier ; principalement utilisé en flat et en street.

### Jante
À l'origine en bois, les jantes des roues de vélo sont aujourd'hui en général, soit en fibre de carbone, soit plus couramment formées d'une pièce de métal obtenue par extrusion que l'on replie sur elle-même pour obtenir un cercle. Certaines roues utilisent un cercle de carbone aérodynamique fixé à une jante en aluminium. On monte sur cette jante des pneus traditionnels.

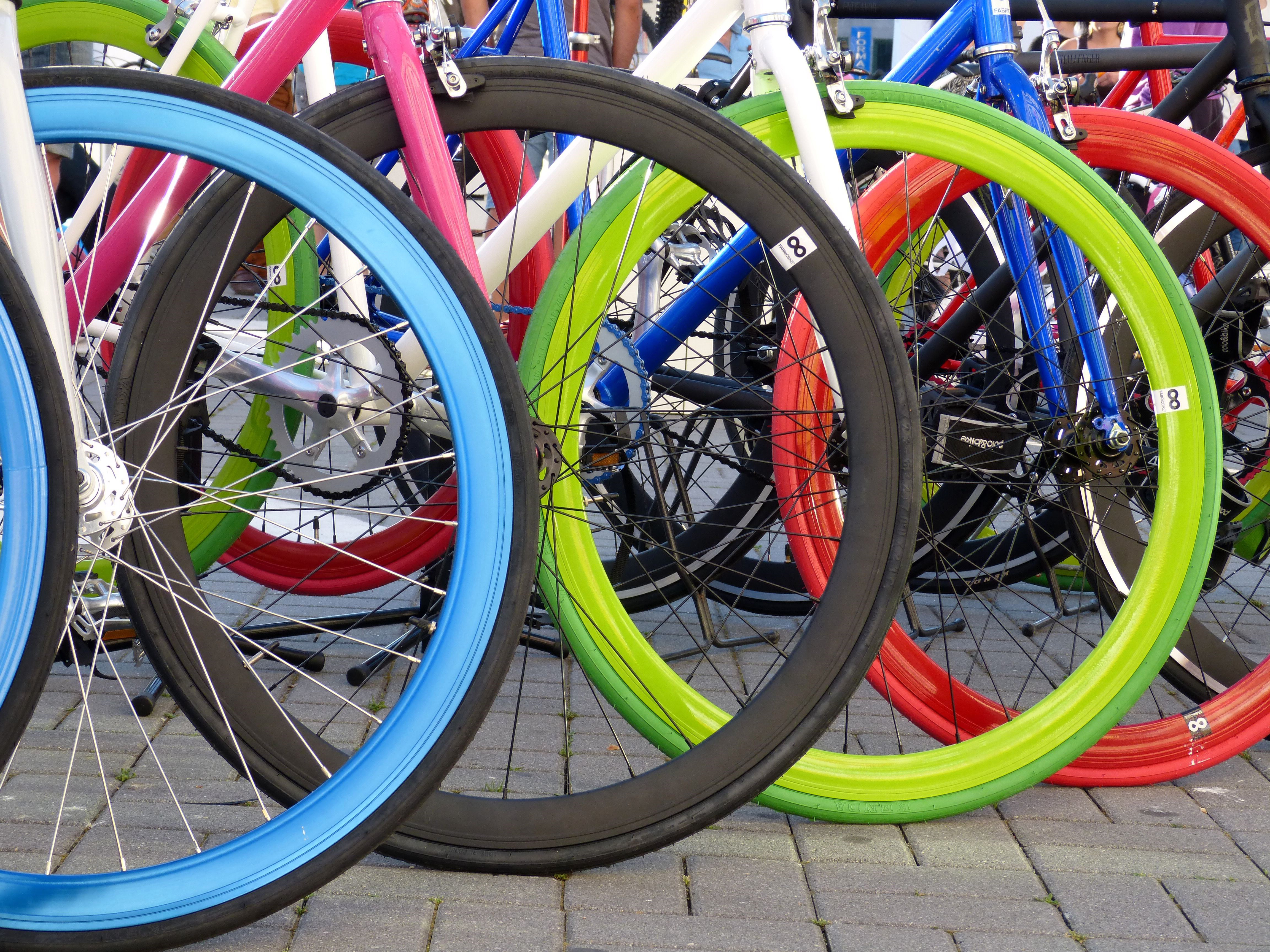
Jantes (et pneus) de couleurs variées.

Jusque dans les années 1980, la plupart des jantes de vélo (à l'exception des vélos de course) étaient en acier et en thermoplastique. Maintenant, les jantes métalliques sont en alliage d'aluminium.
Les jantes conçues pour être utilisées avec des freins sur jante disposent d'une surface de freinage lisse. Les jantes conçues pour être utilisées avec des freins à disque ou des freins dans le moyeu n'ont parfois pas cette surface.
Les freins à tringle frottent contre la surface interne de la jante. Les jantes utilisées pour ce type de freins ne peuvent pas être utilisées avec des freins à étrier.
Les coupes transversales peuvent différer beaucoup entre différents types de jantes. La forme d'une jante dépend du but dans lequel elle a été conçue. L'aérodynamisme, le poids, l'inertie, la raideur, la solidité, la compatibilité avec des pneus tubeless, la compatibilité avec certains types de frein ainsi que le coût sont à prendre en compte.
Les jantes en aluminium sont souvent renforcées avec une simple ou un double œillet pour répartir la tension du rayon. Un œillet simple renforce le trou du rayon à peu près comme un rivet creux. Un double œillet est une cuvette rivetée dans les deux parois d'une jante double paroi.

#### Jante pour pneu

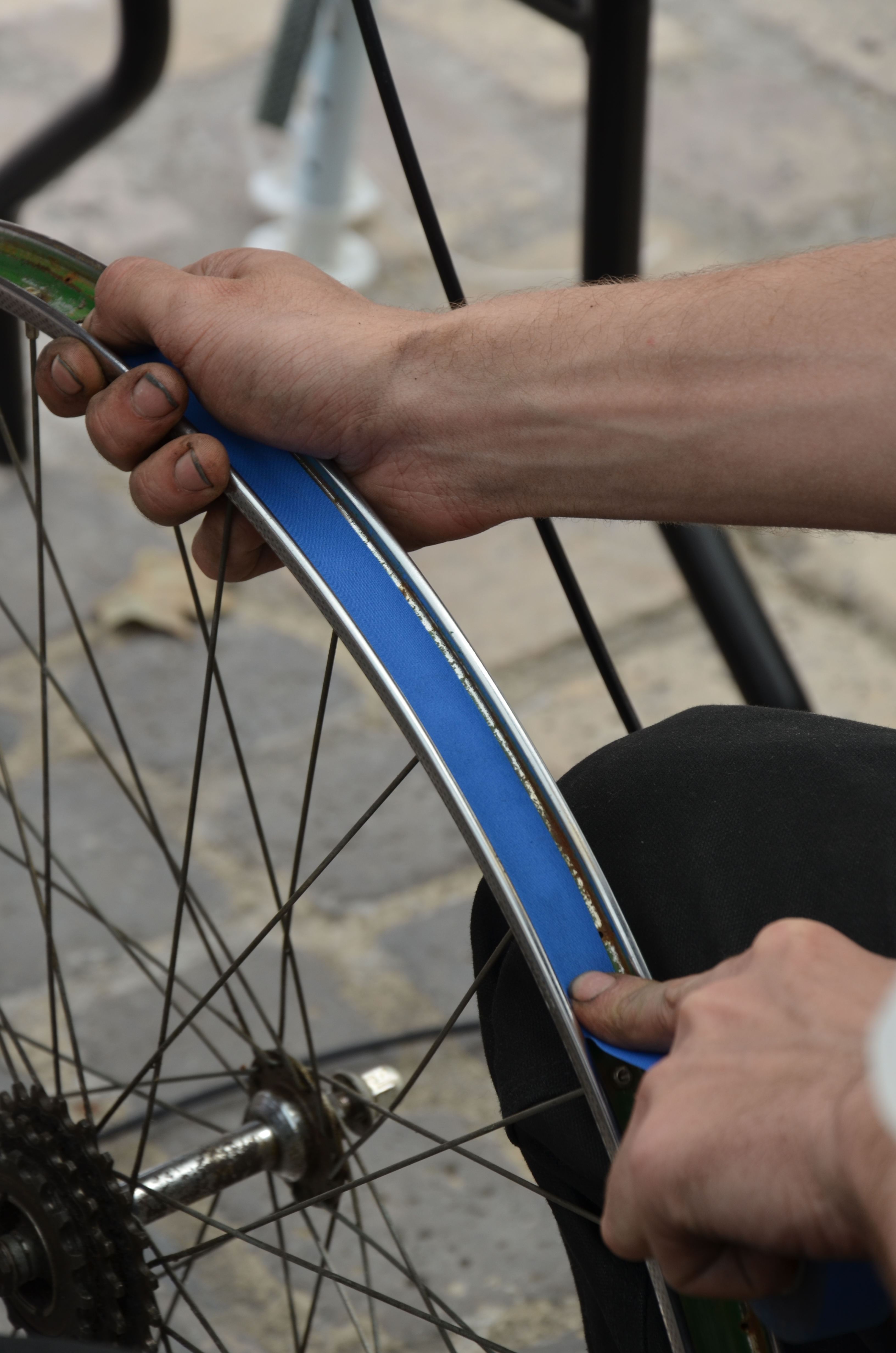
Application d'un fond de jante.

La plupart des jantes sont des jantes pour les pneus classiques.
Les pneus ont deux anneaux métalliques ou en Kevlar (les tringles) qui permettent de garder constant leur diamètre intérieur, qui est inférieur au diamètre extérieur des flancs de la jante. Lors du gonflage (avec ou sans chambre à air) le pneu vient se plaquer sur les flancs de la jante. Cette surface de contact permet la transmission du couple (lors d'accélération ou de freinage) entre la jante et le pneu.
Si la surface de la jante en contact avec la chambre à air a des trous pour rayons, on doit les couvrir avec un fond de jante, en général en caoutchouc, en tissu ou en plastique rigide, pour protéger la chambre.
Un avantage de ce système est qu'en cas de fuite, on peut accéder facilement à la chambre pour la réparer ou la remplacer.
Le standard ISO 5775-2 définit les appellations pour les jantes de vélo. On distingue :
- les jantes à paroi droite (SS) ;
- les jantes à crochet (C) ;
- les jantes à tringles recourbées (HB).

À l'origine, les jantes pour pneus étaient à paroi droite. Plusieurs modèles à crochets ont émergé dans les années 1970 pour tenir les tringles en place. Cela a permis une augmentation de la pression de l'air (entre 4 bars et 6 bars).

#### Jante pour boyau
Un pneu à boyau est un pneu de vélo qui est cousu autour de la chambre à air pour former un tore. Le tout est ensuite collé (parfois avec du ruban adhésif double face) sur la jante.
Une crevaison sur un pneu à boyau est plus difficile à réparer que sur un pneu à chambre à air. Le pneu doit être retiré de la jante, ouvert, réparé, recousu, puis finalement recollé sur la jante. Les chambres à air ont largement remplacé les boyaux dans les courses d'amateurs, mais les boyaux sont couramment utilisés dans les courses sur piste en salle (car une piste en espace clos rend les crevaisons moins probables), pour les courses professionnelles et les courses contre la montre.
Le boyau est considéré comme plus confortable et de rendement supérieur au pneu avec chambre, il serait moins fragile que le pneu car les défaillances viendraient majoritairement de pincements de la chambre à air, ce qui est moins fréquent sur un boyau.
Les boyaux sont généralement plus légers et plus solides que les systèmes à pneus et chambre à air - néanmoins plus courants. Sur une roue complète, une jante accompagnée d'un boyau est généralement moins lourde que son équivalent en pneu et chambre à air.
L'avantage en poids gagné sur la roue (pièce en mouvement, où le poids gagné est important) doit prendre en compte la nécessité d'emporter un boyau de secours avec soi - alors que les pneus à chambre à air se réparent avec un kit de réparation ou éventuellement une chambre à air. L'utilisation du boyau est donc préférée en compétition, lorsque le cycliste n'a pas la contrainte de porter son boyau de secours.
Parmi les autres avantages du boyau, on peut espérer une probabilité de crever réduite, une plus grande gamme de pression de pneu (de 2 bars à 13 bars). De plus, lorsqu'un boyau crève à grande vitesse et qu'il est correctement collé, il ne va pas déjanter ; cela diminue le risque d'accident.
On utilise généralement des valves de type Presta sur les boyaux.
Il existe un modèle de pneu à boyau sans chambre à air, avec un compartiment à air comprimé intégré, plutôt qu'une chambre à air séparée pour les pneus (TUFO).

#### Jante pour pneutubeless(sans chambre à air)
Un système de pneu sans chambre à air nécessite une jante hermétique qui ne doit laisser passer d'air ni au niveau de la valve, ni au niveau des trous pour les rayons (s'ils arrivent jusqu'à cette partie de la jante), ni au niveau de la tringle du pneu. Il faut également un pneu compatible.
Le principal intérêt de pneus tubeless est la possibilité d'utiliser une basse pression de gonflage, ce qui permet une meilleure traction, sans risquer de crever en coinçant sa chambre à air entre la jante et un obstacle extérieur. De par la faible pression dans le pneu, la jante tubeless doit également disposer de crochet spécifiques pour offrir un maintien optimal du talon du pneu et éviter le déjantage.
Les inconvénients des pneus tubeless est qu'ils sont réputés plus difficiles à monter sur la jante que les pneus à chambre à air et que les cyclistes doivent quand même emporter une chambre à air de secours au cas où le pneu crève.
En 2006, Corima et Hutchinson ont lancé un système tubeless pour les vélos de route.

##### Tubelessavec flap
Certains cyclistes ont obtenu un montage tubeless bon marché en obstruant les perçages de la jante avec un fond de jante spécial (appelé scotch) et en scellant la valve et la tringle du pneu avec un mastic en latex. Néanmoins, les roues qui ne sont pas faites pour accueillir des pneus tubeless n'ont pas les crochets adaptés.
On trouve également des kits no-tube composés d'une valve soudée sur un fond de jante étanche en caoutchouc qu'il suffit de disposer sur la jante à convertir.

##### TubelessUST
La norme UST (Universal System Tubeless), développée à l'origine par Mavic, Michelin et Hutchinson pour les VTT, est le système le plus répandu et le plus connu. Cette norme spécifie des caractéristiques sur la jante et le pneu. La jante doit :
- être naturellement étanche (pas de perçage pour les rayons) ;
- disposer d'une goulotte en son centre pour placer le pneu au montage ;
- avoir des crochets larges, facilitant le maintien du talon du pneu.

Le pneu de son côté doit posséder :
- une tringle étanche, qui offre la possibilité de réaliser un montage sans aucun produit anticrevaison ;
- un talon spécifique pour faciliter son maintien dans les crochets de la jante.

L'absence de perçage dans la gorge de la jante ne permet de pas de passer les écrous qui sont habituellement utilisés pour maintenir les rayons. Pour pallier cette limitation, les jantes Mavic compatibles avec la norme UST utilisent la technique « Fore » : le perçage de la jante du côté du rayon est fileté, et l'écrou est directement vissé dans la jante du côté du rayon.

##### TubelessNoTubes
Le constructeur Notubes a développé un profil de jante spécifique qui permet de maintenir avec une grande fiabilité de nombreux types de pneus qui sont à l'origine conçus pour un montage en chambre à air. Cette capacité est offerte sur la gamme de jantes ZTR par la forme spécifique des crochets dont le profil est protégé par brevet. Dans ce montage le produit préventif anti-crevaison est obligatoire car les pneus « Tube type » ne sont pas étanches. Le montage d'un pneu tube-type peut être plus délicat, les jours entre la jante et le pneu étant plus importants.
Il est possible d'utiliser des jantes tubeless ready avec un « flap »[Quoi ?].
Les gammes de roues Roval du fabricant Specialized offrent la même fonctionnalité sans l'accord de Notubes, ce qui aboutit le 18 septembre 2008 à une action en justice.

### Rayons
La jante est connectée au moyeu par plusieurs rayons sous tension. À l'origine, les roues de vélo utilisaient des rayons en bois que l'on comprimait. À l'heure actuelle, les vélos sont quasiment tout le temps équipés de rayons que l'on tend. Il y a quelques marques qui font des roues avec des rayons que l'on peut soit comprimer soit tendre.
Au bout de chaque rayon, il y a un petit écrou - appelé tête de rayon - que l'on utilise pour ajuster la tension du rayon à l'aide d'une clé à rayons. L'écrou de rayon est situé habituellement au bout du rayon du côté de la jante, mais sur certaines roues, on le place du côté du moyeu pour que le poids soit plus proche de l'axe de la roue et que le moment d'inertie soit réduit. Des écrous en aluminium peuvent aussi réduire le moment d'inertie, mais ils sont moins solides que ceux en laiton. Un écrou du côté de la jante dépasse en général vers le centre la roue, mais dans les roues de course, ils peuvent être internes à la jante, ce qui offre une légère amélioration aérodynamique.
Les rayons amincis au centre sont plus légers, plus élastiques et plus aérodynamiques que les rayons d'épaisseur uniforme. En 2007, Mavic a sorti le R-Sys, une nouvelle technologie de rayon qui permet au rayon d'être soit tendu soit comprimé. Cette technologie devrait permettre de réduire le nombre de rayons sur la roue et ainsi de la rendre plus légère, de diminuer son inertie et d'augmenter sa rigidité, sans la rendre moins solide.

#### Section transversale
Les rayons ont en général une section circulaire, mais les roues conçues pour les hautes performances utilisent parfois des rayons à section plate ou ovale pour réduire la traînée aérodynamique. Certains rayons ont une section en forme de tube.

#### Matériaux
Les rayons de la majorité des vélos modernes sont en acier, en acier inoxydable, en titane, en aluminium ou en fibre de carbone. Les rayons en acier inoxydable sont plébiscités par les constructeurs et les cyclistes pour leur durée de vie, leur rigidité, leur tolérance aux dommages et leur entretien facile[réf. nécessaire]. Les rayons en titane sont plus souples et plus chers que ceux en acier tandis que ceux en aluminium ont une plus petite durée de vie. Les rayons en carbone, plus minoritaires, commencent à être plus utilisés pour les propriétés du carbone (Système TraComp sur les Mavic R-SYS).

#### Nombre de rayons
Les roues classiques métalliques de vélos pour un seul cycliste ont en général 16, 20, 28, 32 ou 36 rayons. Les roues de tandems en ont plutôt 40 ou 48. Les BMXs en général 36 ou 48. Les roues avec peu de rayons sont plus aérodynamiques car la traînée aérodynamique des rayons est réduite. D'un autre côté, un nombre réduit de rayons implique qu'une plus grande surface de la jante n'est pas maintenue et il faut donc des jantes plus solides et souvent plus lourdes. Sur certaines roues, les rayons ne sont pas répartis régulièrement sur la jante. Il faut alors un cerceau de jante plus rigide, et la tension des rayons doit être bien réglée. On considère que les roues traditionnelles avec des rayons disposés régulièrement le long de la circonférence de la jante ont une plus grande durée de vie et ont besoin de moins d'entretien. La tendance générale en conception de roues suggère que les avancées technologiques dans les matériaux de jante pourraient entraîner une réduction du nombre de rayons par roue.
La règlementation internationale impose pour les courses en ligne un nombre minimum de 16 rayons par roue[réf. nécessaire]. En triathlon, la FFTRI impose 20 rayons sur les courses nationales avec drafting.

#### Diamètre de rayons
Pour les rayons à diamètre constant, on trouve des diamètres de 1,6 mm (16 gauge), 1,8 mm (15 gauge), 2,0 mm (14 gauge), 2,3 mm (13 gauge).

#### Entrelacement
L'entrelacement correspond au motif par lequel les rayons sont en contact entre le moyeu et la jante. Alors que la plupart des fabricants utilisent le même motif pour les côtés gauche et droit d'une roue, on trouve de plus en plus de roues spécialisées qui ont des motifs d'entrelacement différents entre leurs deux côtés. Le rayonnage radial, aux rayons non croisés et perpendiculaires au moyeu, permet d'obtenir une roue très légère (peu de matière) et verticalement très rigide, au détriment du confort et de la souplesse. Néanmoins, pour transférer efficacement le couple du moyeu à la jante, comme avec les roues motrices ou les roues avec des freins à disque ou à tambour, on doit, pour une meilleure longévité, monter les rayons inclinés sur les flasques du moyeu. Cela permet une meilleure capacité de couple (mais une rigidité verticale minimale). Pour nommer les différents motifs, on utilise souvent le nombre de rayons que n'importe quel rayon croise. Les motifs les plus courants pour des roues de 36 ou 32 rayons sont les croisés deux fois ou croisés trois fois, mais on peut utiliser d'autres croisés. L'angle avec lequel les rayons s'entrelacent ne dépend pas seulement du nombre de croisements: des roues qui n'ont pas le même nombre de rayons ou qui ont des diamètres de moyeu différents n'auront pas les mêmes angles de rayons. Pour toutes les roues courantes à rayons, lorsqu'un couple est appliqué au moyeu, la moitié des rayons va entraîner la jante, tandis que l'autre moitié ne va se tendre que pour contrecarrer la première moitié. Lorsqu'un couple avant est appliqué (par exemple lors d'une accélération), la seconde moitié va être plus tendue tandis que la première moitié va être relâchée; c'est ce qui force la jante à tourner. Lors d'un freinage, c'est l'inverse qui se produit.
Les roues qui n'ont pas besoin de transférer de couple important entre la roue et la jante sont souvent entrelacées radialement. Ici, les rayons quittent le moyeu perpendiculairement à l'axe en direction de la jante. Ils ne croisent pas d'autre rayons. Ce motif d'entrelacement ne peut pas transférer de couple efficacement car un couple sur le moyeu entraîne une grosse charge sur tous les rayons. On considère donc qu'il est plus simple de construire une roue avec des rayons croisés que de renforcer les flasques de moyeu, les rayons, les écrous de rayons et la jante d'une roue à rayons radiaux pour permettre la propulsion et le freinage. En effet, un entrelacement radial, même sur une roue non motrice nécessite des matériaux d'une grande solidité. Les moyeux qu'on a déjà utilisé pour d'autres entrelacements ne doivent pas être utilisés pour un entrelacement radial car les petites déformations causées par les rayons peuvent rendre la flasque de moyeu fragile, et elle risque de casser.
Les constructeurs de roues emploient aussi d'autres motifs exotiques (comme le crow's foot qui est essentiellement une combinaison d'entrelacement radial et tangentiel) ainsi que des géométries de moyeu innovantes. La plupart de ces modèles utilisent des nouveaux matériaux ultrarésistants ou des méthodes de fabrication qui améliorent les performances de la roue. Néanmoins, comme pour n'importe quelle architecture, l'utilité pratique n'est pas toujours démontrée, et les motifs d'entrelacement sont souvent choisis pour des raisons uniquement esthétiques.

#### Montage et ajustement
Il y a trois aspects de la géométrie d'une roue à prendre en compte lorsqu'on monte une roue ou que l'on intervient sur les rayons d'une roue déjà montée : le centrage, le voile et le saut.
Le centrage vise à placer la jante dans le plan situé à la moitié exactement du moyeu afin qu'une fois montée sur le vélo, cette dernière soit alignée sur l'axe longitudinal du vélo. La symétrie du moyeu avant - sauf pour les moyeux portant un disque de frein - génère un angle égal entre les rayons du côté droit et les rayons du côté gauche. Sur un moyeu arrière - la plupart du temps asymétrique en raison de la présence du corps de roue libre côté droit - le centrage génère mécaniquement une différence d'angle entre les rayons côté roue libre (CRL) et les rayons du côté opposé à la roue libre (ORL). On mesure le centrage d'une roue à l'aide d'une jauge à centrer.
Le voile - qu'il faut supprimer - est la déformation latérale de la jante.
Le saut - qu'il faut également supprimer - est la déformation longitudinale de la jante, c'est-à-dire une déformation de son diamètre circulaire.
On corrige ces défauts en tendant ou détendant les rayons.
En plus de ces trois aspects géométriques du dévoilage, la tension des rayons est importante pour la durée de vie de la roue, pour sa rigidité et pour sa capacité à absorber les chocs. Avec des rayons trop peu tendus, une jante sera facilement déformée par les impacts sur un terrain accidenté. Des rayons trop tendus sont sur-sollicités et casseront vite. Les tensiomètres à rayons sont des outils qui permettent de mesurer la tension d'un rayon. Une autre méthode classique pour avoir une estimation grossière de la tension d'un rayon consiste à le pincer et à écouter la tonalité musicale de ses vibrations. La tension idéale dépend de la longueur des rayons et de leur gauge (diamètre). Il existe des tables qui donnent les tensions pour chaque longueur de rayon, soit en tension physique absolue, soit avec une échelle musicale qui correspond à la tension approximative à laquelle les rayons devraient être réglés. Il est à noter qu'en pratique, à cause des variations entre les différentes parties de la roue, une roue correctement ajustée n'aura pas, en règle générale, une tension uniforme sur tous les rayons.
Enfin, pour de meilleurs résultats sur le long terme, la torsion des rayons doit être minimisée. Lorsqu'un écrou de rayon tourne, il tord d'abord le rayon jusqu'à ce qu'il y a ait suffisamment de contraintes de torsion dans le rayon pour contrecarrer la friction dans le filetage entre le rayon et l'écrou. Ce phénomène se remarque mieux avec des rayons ovales ou à section plates, mais se produit aussi avec les rayons ronds. Si on roule avec une roue qui subit des contraintes de torsion dans les rayons, ceux-ci risquent de se détordre et la roue de se voiler. Avec les outils appropriés, on peut bloquer les rayons ovales ou à section plate pendant qu'on tourne l'écrou. Pour minimiser la torsion dans les rayons, on tourne généralement l'écrou d'un quart de tour de plus que l'orientation désirée, et on le tourne à nouveau d'un quart de tour, mais dans l'autre sens.
Lors du dévoilage d'une roue, tous ces facteurs doivent être pris en compte ensemble et au fur et à mesure. On recommande en général de trouver la partie de la roue la plus voilée et de la dévoiler un peu avant de passer à la partie la plus voilée suivante.
Pour dévoiler une roue, on peut utiliser un appareil appelé dévoileur de roue. On peut aussi dévoiler une roue alors qu'elle est montée sur le vélo : les patins de freins ou un autre point fixe sont alors utilisés comme point de repère, mais le résultat est moins précis.

### Alternatives
Une roue peut être formée d'une seule pièce dans un matériau tel que le thermoplastique (du nylon avec du verre dans ce cas) ou la fibre de carbone. La première solution est utilisée couramment dans les roues de BMX bon marché. Ce type de roue supporte une pression maximale de 3 bars. La seconde solution peut être utilisée pour des roues de course aérodynamiques haut de gamme.

#### Roues lenticulaires ou roues pleines
L'objectif des roues pleines est de minimiser la traînée aérodynamique. Une roue complètement pleine est en général plus lourde qu'une roue traditionnelle à rayons, et peut être difficile à contrôler en cas de vent de côté. Pour cette raison, les organisations cyclistes internationales interdisent souvent les roues pleines ou bien limitent son utilisation à la roue arrière du vélo.
Une roue pleine est parfois constituée simplement d'un carénage qui s'attache sur une roue normale. Cela réduit la traînée aérodynamique des rayons en les recouvrant. Ou alors, la roue peut être elle-même un disque plein sans rayon à l'intérieur. Dans le dernier cas, la fibre de carbone est un matériau très prisé. Il est possible que l'Union cycliste internationale (UCI) interdise les roues à rayons recouvertes car il s'agit d'un carénage non structural.
Comme compromis qui diminue le poids et améliore l'aérodynamisme, on utilise parfois des roues avec un petit nombre (trois ou quatre) de rayons en tension-compression soudés à la jante. Ils sont généralement en fibre de carbone.

## Types de roues
On peut classer les roues de vélo en fonction de leur usage principal.

### Roues de vélo de route/course

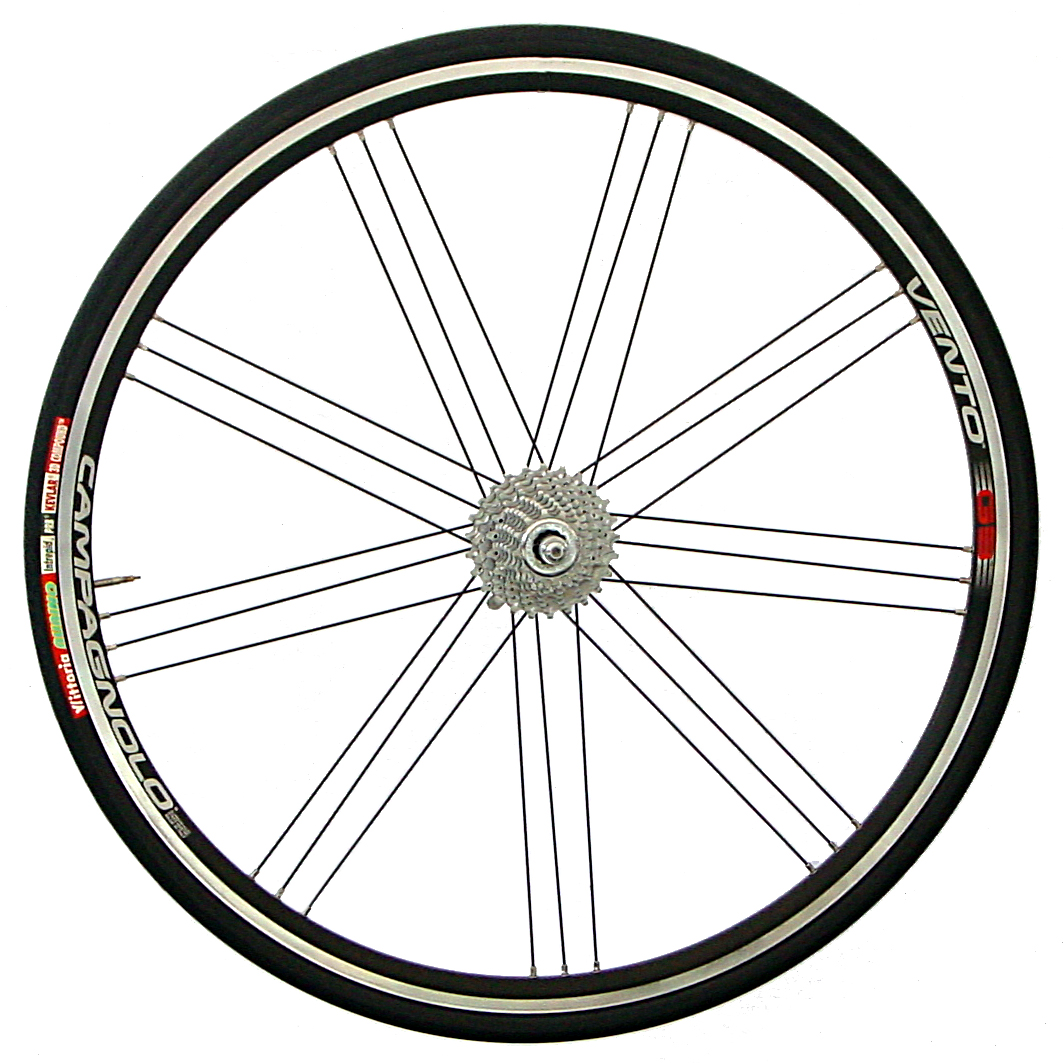
Une roue arrière de Campagnolo, avec un motif des rayons G3. Il y a 18 rayons tangentiels sur le côté droit, mais seulement 9 rayons radiaux sur le côté gauche. Sur la photo, on peut voir également une cassette à 10 vitesses.

Pour une bonne performance lors des courses de vélo sur route, il y a plusieurs facteurs que l'on considère généralement comme importants :
- le poids ;
- l'inertie de rotation ;
- l'aérodynamisme ;
- l'absence de frottement des roulements/du moyeu ;
- la rigidité.

Ces roues ont un diamètre de fond de jante de 622 mm (appellation usuelle 700C) ou, pour les femmes et certains vélos de triathlon, 571 mm (650C). La largeur de jante est de 13 mm, permettant de monter de pneus de 18 à 25 mm de largeur.
Les pneus montés sur les roues de vélo de route sont légers, souples et sans sculptures (pneus dits « slick »). La largeur des pneus optimale fait encore débat, il y a quelques années, la tendance était à des pneus très fins (parfois jusqu'à 18 mm) pour minimiser la traînée. Toutefois on a constaté que le gain en aérodynamique était largement compensé par une résistance au roulement plus grande (les pneus s’aplatissent plus à cause de la faible surface de contact), on voit donc maintenant s’aligner des cyclistes avec des pneus de 23, 25 ou même 28 mm,en course sportive. 
Les vélos de tourisme, de route, et de cyclo-cross peuvent avoir des roues de conception très différentes en fonction du type de parcours. Il n'est pas toujours nécessaire d'avoir les roues les plus légères et les plus aérodynamiques possible. Les roues de route peuvent être conçues pour y monter des boyaux ou des pneus classiques; on appelle ces derniers des pneus 700C.
Les roues semi-aérodynamiques et aérodynamiques sont maintenant monnaie courante sur les vélos de route. Les jantes en aluminium sont encore les plus courantes, mais il y a de plus en plus de jantes en fibre de carbone. On utilise également la fibre de carbone pour le corps du moyeu afin de le rendre plus léger. Néanmoins, vu que le moyeu est proche de l'axe de rotation de la roue, la réduction de son poids a moins d'effet sur l'inertie que la réduction du poids de la jante.
Les roues semi-aérodynamiques et aérodynamiques sont caractérisées par des jantes de plus grande profondeur, (la distance radiale entre la surface la plus proche du centre et la plus lointaine). Elles ont également une section transversale triangulaire ou pyramidale, un plus petit nombre de rayons ou bien pas de rayon du tout, mais des pales en matériau composite soudées pour tenir la jante. Les rayons sont souvent aplatis dans le sens de rotation pour réduire la traînée. Néanmoins à cause des matériaux supplémentaires pour la jante et les rayons, ces roues ont tendance à être plus lourdes que les roues plus traditionnelles à rayons. Mais surtout, lorsqu'il y a moins de rayons, la distance entre deux rayons augmente, et la jante doit être plus solide, donc plus lourde. Plusieurs fabricants produisent maintenant des roues avec à peu près moitié moins de rayons que les roues haute performance des années 1980, tout en ayant à peu près la même inertie de rotation et un poids total moins grand. Ces améliorations ont été rendues possibles principalement par l'amélioration des alliages en aluminium pour les jantes. À noter que certains constructeurs ont développé des rayons pouvant travailler à la fois en traction et en compression ce qui accroît la rigidité de la roue. 
La plupart des roues à pneu, en fibres de carbone, comme celles faites par Zipp et Mavic, utilisent encore des parties en aluminium pour la partie où on accroche le pneu. En effet, le freinage est plus efficace sur une surface en aluminium que sur du carbone. Il existe de plus en plus de jantes tout en carbone, comme les roues Campagnolo Hyperon Ultra pneu, Bontrager Carbone, DT Swiss RRC1250 et Lightweight Standard C. Le développement des freins à disque sur les vélos de route permet de s'affranchir des problèmes de freinage sur les jantes tout en carbone. 
Le fabricant de pneu français Hutchinson a sorti un système de roue sans chambre à air, Road Tubeless, qui a de nombreux points communs avec l'UST (Universal System Tubeless) qu'il avait développé en partenariat avec Mavic et Michelin. Les jantes Road Tubeless, comme les jantes UST, n'ont pas de trou pour les rayons. Les flasques de la jante Road Tubeless ressemblent à l'accroche de la tringle de pneu de jante standard, mais sont usinées de manière à se coller au plus proche du pneu Road Tubeless. Cela rend le raccord jante/pneu hermétique. Ce système élimine le besoin de fond de jante et de chambre à air.

### Roues de VTT

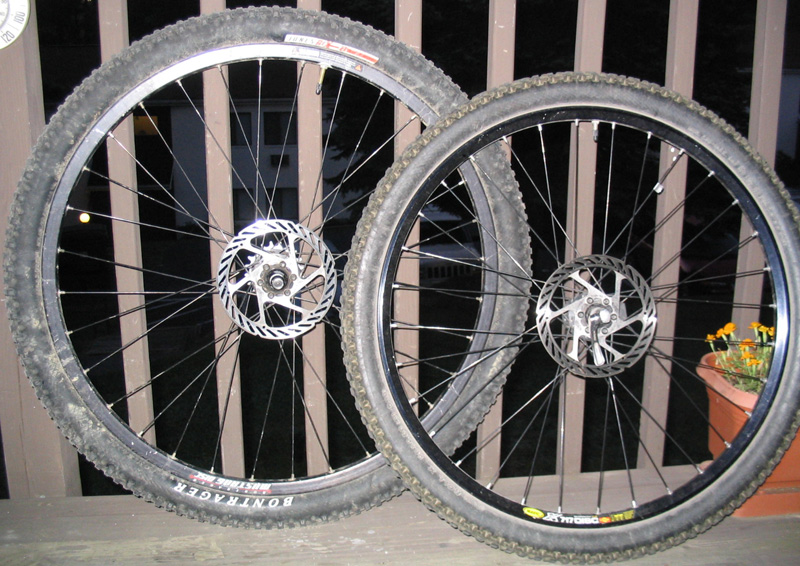
Une roue de 26 pouces et une roue de 29 pouces

Les jantes des roues de VTT ont une largeur de 17 mm (pour usage cross country) à 25 mm (pour usage descente).

#### Roue de 26 pouces / jante de 559 mm
Une taille de 26 pouces pour les pneus (avec des chambres à air) est ce qu'il y a de plus courant pour la pratique du VTT en dehors des chemins goudronnés. Cela vient du fait que les pionniers du VTT utilisaient, pour leurs premiers vélos, des roues de vélos américains plutôt que des roues européennes qui étaient plus grandes. La jante typique de 26er a un diamètre de 559 mm (22pouces) et un pneu de diamètre externe d'environ 26,2 pouces (665 mm). Les pneus sans chambre à air qui se conforment à la norme UST (Universal System Tubeless) sont de plus en plus courants. Des kits sont également disponibles pour transformer des roues et des pneus non UST en roue sans chambre à air.

#### Roue de 27,5 pouces / jante de 584mm
Dimension traditionnelle de roue de vélo polyvalent, adaptée au VTT par Kirk Pacenti en 2008, connue aussi sous le format 650B. Le diamètre de la jante est de 584 mm (~23 pouces). Cette taille, compromis entre le 26 et le 29, garde les avantages des deux sans leurs inconvénients : plus confortable que le 26 et plus maniable que le 29. Les composants commencent à arriver sur le marché et de plus en plus de grandes marques offrent des vélos complets dans cette taille de roues.
Nino Schurter est le premier à gagner une coupe du monde avec ce type de roue lors de la première manche de la coupe du monde de VTT 2012 tenue à Pietermaritzburg.

#### Roue de 29 pouces / jante de 622 mm
Les roues de 29 pouces, qui correspondent aussi au populaire 700C (une roue de 622 mm standard) se répandent de plus en plus, non seulement pour le cyclo-cross, mais aussi pour les cyclistes de cross-country de grande taille. Le diamètre de la jante est de 622 mm (~24,5 pouces), ce qui est identique à celui de la plupart des vélos de route, vélos hybrides et vélos de cyclotourisme. Mais les jantes pour 29er sont généralement renforcées pour une plus longue durée de vie compte tenu de la conduite hors des chemins goudronnés. Le pneu moyeu de VTT 29er a un diamètre externe de 28,5 pouces (724 mm).

### Roues de vélo polyvalent
Ce type de vélo autorise de multiples usages  (hors les pratiques sportives route, VTT ou BMX) sur route et sur chemin. Ces vélos sont communément appelés : vélo de ville, vélo utilitaire, vélo de randonnée, trekking bike...
Les roues de ce type de vélo doivent permettre ces différents usages. Un critère recherché est la robustesse, ce qui n'exclut pas un compromis solidité/poids différent selon l'usage et le niveau de gamme.
Leurs jantes ont une largeur de 19 mm, permettant le montage de pneu d'une largeur de 28 à 44 mm.
Ces roues sont proposées aux trois standards :
- 26" (ISO 559 mm)
- 27,5" nouvelle appellation des roues VTT 650B
- 650B (ISO 584 mm) : ce standard de roue français était le plus répandu sur les vélos polyvalents jusqu'aux années 1980. Marginalisées par les standards 700C et surtout 26", les roues 650B équipent aujourd'hui essentiellement les vélos de randonnée (et bien sûr les nombreux vieux vélos utilitaires encore en circulation).
- 29" Roue VTT (ISO 622 mm)
- 700C (ISO 622 mm)

Les roues de vélo polyvalent sont montées avec 32 ou 36 rayons, voire plus pour certains usages spécifiques.
Ces roues peuvent également être équipées de moyeu dynamo à l'avant et de moyeu à vitesses intégrées à l'arrière.
Les exigences demandées aux pneus des vélos polyvalents varient selon l'usage privilégié : de souple et léger pour la randonnée à très robuste avec protection anti-crevaison pour un usage plus utilitaire.

### Roues de BMX
D'un diamètre généralement égal à 20 pouces, les roues de BMX sont petites pour deux raisons principales. D'une part leur petite taille les rend plus résistantes pour supporter les charges occasionnées par les sauts et les cascades. D'autre part, l'inertie de rotation réduite facilite l'accélération. En dehors des BMX, les roues de 20 pouces sont utilisées pour les vélos pour enfants, pour certains vélos pliants et sont fréquemment utilisés pour les tricycles couchés.

## Aspects techniques

### Tailles
Auparavant, il y avait beaucoup de types de pneus et de jantes de vélos. Depuis, des efforts ont été faits pour standardiser et améliorer la compatibilité roue/pneu. L'organisation internationale de normalisation (ISO) et l'organisation technique européenne du pneumatique et de la jante (ETRTO) ont défini l'ISO 5775, un système moderne et non ambigu de désignations de tailles et de procédés de mesures pour différents types de pneus et de jante. Par exemple :
- pour les pneus pour jantes à paroi droite ou à crochets, on doit spécifier, d'après la norme ISO, la largeur du pneu gonflé et le diamètre interne du pneu monté sur la jante. Les deux mesures sont en millimètre, et sont séparées par un trait d'union : 37-622 ;
- pour les pneus pour jantes à tringles recourbées, on doit spécifier, d'après la norme ISO, un code de diamètre global (16, 18, 20, 22, 24, ou 26) et un code de largeur (1.25, 1.375, 1.75, ou 2.125) séparés par une croix. Ces valeurs sont définies dans le standard par des tables de mesures : 20x1.375 ;
- pour les jantes, on doit spécifier, d'après la norme ISO, le diamètre de la jante (à l'endroit où on place le pneu), et la largeur interne de la jante. Les deux mesures sont en millimètre, et séparés par une croix ; on y a ajoute une lettre pour préciser le type de jante (par exemple, « C » = jante à crochet) : 622x19C.

En pratique, on trouve marqué, sur la plupart des pneus (et des chambres à air) vendus aujourd'hui, en plus de la norme moderne ISO 5775-1, la taille écrite selon une spécification historique. Il n'en existe plus de définition officielle, mais elle est toujours couramment utilisée :
- soit une vieille désignation française, qui était basée sur le diamètre externe approximatif de la roue gonflée (en millimètre) : 700x35C ;
- soit une vieille désignation britannique : 28 x 1 5/8 x 1 3/8.

La désignation la plus populaire varie selon l'endroit et le type de vélo.
La plupart des vélos de route et de course actuels utilisent des jantes de 622 mm de diamètre (700C), mais les jantes de 650C sont plébiscitées par les cyclistes de petite taille et les triathlètes. Les jantes 650C ont un diamètre ISO de 571 mm. Celles de 584 mm sont appelées 650B et celles de 590 mm, 650A. La plupart des VTT pour adultes sont équipés de roues de 26 pouces. Des VTT plus petits pour enfants ont des roues de 24 pouces, et les VTT plus récents ont adopté des roues de 29 pouces pour une utilisation hors des chemins goudronnés par des cyclistes de grande taille. Les roues de 27 pouces, autrefois populaires, sont maintenant rares. Ces jantes sont légèrement plus larges que les roues de 700C (29er) et ne sont pas compatibles avec les cadres et les pneus conçus pour le standard 700C.
La taille des vélos pour enfant est en général basée sur le diamètre de la roue plutôt que sur la longueur du tube de selle (qui est fonction de l'entrejambe du cycliste). Ainsi, on trouve une large gamme de petites roues de vélo, allant de 239 mm (12 pouces) à 400 mm (18 pouces).
Il existe également une large variété de largeur de jantes, pour offrir des performances optimales en fonction des différents usages. Pour de la course sur route, les jantes ne seront pas très larges, environ 18 mm. Pour du cyclo-tourisme ou pour une meilleure longévité, les jantes feront au minimum 24 mm.

### Résistance au roulement
La résistance au roulement correspond à la quantité d'énergie absorbée par la gomme du pneu pour revenir à sa forme initiale à la suite des déformations subies à chaque tour de roue. L'énergie mécanique est partiellement convertie en chaleur, abaissant ainsi le rendement. Seul un matériau parfaitement élastique restituerait intégralement l'énergie qui a été nécessaire à sa déformation. À l'opposé, un matériau indéformable ne génèrerait pas non plus de résistance au roulement, mais ne répondrait évidemment pas au cahier des charges imposé à une roue de vélo, en termes d'adhérence et de confort.
Notons que la résistance au roulement ne doit pas être confondue avec l'adhérence, phénomène s'exerçant au niveau de l'aire de contact pneu-route.
Plusieurs paramètres influencent la résistance au roulement d'un pneu de vélo : la constitution chimique des gommes et le type du pneu, son diamètre et la pression de gonflage influent fortement.
Toutes choses étant égales par ailleurs, une petite roue aura une plus grande résistance au roulement qu'une grande car pour une même distance parcourue elle effectuera plus de tours. « Pour une pression de gonflage donnée, la résistance au roulement augmente en proportion proche de la diminution du diamètre de la roue ».
La résistance au roulement diminue également lorsque l'on augmente la pression de gonflage, l'enveloppe se déformant moins. Pour des pressions supérieures à 8,5 bars, les avantages pratiques ne sont toutefois pas significatifs pour un cycliste moyen.
Des pneus fins, donc constitués d'une moindre quantité de matière, auront un meilleur rendement.[réf. nécessaire] Ils seront par ailleurs plus légers et plus aérodynamiques, mais d'une adhérence réduite en traction ou au freinage. La capacité à absorber les irrégularités de la route et donc le confort, liés à la hauteur des flancs du pneu, seront également réduits.

### Réaction à la charge (roues à rayon de tension)
Quand une charge radiale, comme un cycliste assis sur le vélo, est appliquée au niveau du moyeu d'une roue dont les rayons sont correctement tendus, la roue s'aplatit légèrement près du point de contact avec le sol. Le reste de la roue reste à peu près circulaire. La tension des rayons juste en dessous du moyeu diminue tandis que celle des autres rayons reste à peu près la même.
Certains auteurs en concluent que le moyeu « repose » sur les quelques rayons en dessous de lui dont la tension diminue. D'autres concluent que le moyeu « est suspendu » aux rayons au-dessus de lui, dont la tension est supérieure à ceux du dessous.

### Masse en rotation

Schéma qui illustre la différence d'angle et de longueur des rayons.

Comme les roues d'une bicyclette en mouvement tournent sur elles-mêmes en même temps qu'elles avancent en ligne droite, une plus grande force est nécessaire pour accélérer la même masse sur la roue que sur le cadre. Le moment d'inertie définit, en fonction de la distance à l'axe de rotation, l'effet d'inertie de la masse qui résiste à une accélération. Pour l'accélération d'une roue, celui-ci influe plus que le poids total de celle-ci. Lors de la conception d'une roue, la réduction de l'inertie de rotation résulte en une roue plus réactive, qui accélère plus vite. Pour y arriver, on emploie des matériaux plus légers pour la jante, on déplace les écrous de rayons sur le moyeu, ou on en utilise de plus légers, en aluminium ou en carbone par exemple. Cette inertie explique pourquoi les roues ont un effet primordial pour le comportement d'un vélo : même si elles ne représentent qu'une petite fraction de la masse, leur importante inertie peut rendre un vélo très dynamique ou plus lent à relancer. Par exemple, une roue carbone à très haut profil donc avec  une masse importante éloignée de l'axe de rotation sera beaucoup plus difficile à faire accélérer qu'une roue de montagne malgré une différence de masse faible. Cela dit, l'inertie de rotation n'est pas le seul facteur pour l'accélération (ou la décélération/le freinage). À grande vitesse, l'aérodynamisme joue un rôle important. Dans une montée, le poids total est également important. 

### Centrage
Les rayons des roues de vélos modernes sont toujours montés de telle sorte que les flasques du moyeu soient plus espacés que les attaches des rayons sur la jante. En coupe transversale, les plans des rayons et le moyeu forment un support triangulaire pour la jante; la structure est alors rigide à la fois verticalement et latéralement. En trois dimensions, si les rayons étaient couverts, ils formeraient deux cônes. Plus le moyeu est large, plus les cônes sont profonds, et plus la roue peut être solide latéralement, mais elle sera aussi moins rigide verticalement. Plus les rayons sont verticaux, moins le cône sera profond, et moins la roue sera solide et rigide latéralement. Les cônes ne sont pas toujours égaux de chaque côté de la roue. La roue libre (ou la cassette) d'une roue arrière et les freins à disque, s'ils existent, prennent de la largeur sur le moyeu, et les flasques peuvent ne pas être placées symétriquement par rapport au plan central du vélo et au moyeu. Vu que la jante doit être centrée, mais que les flasques du moyeu ne sont pas symétriques, il y a une différence entre le cône de gauche et celui de droite. Pour une telle roue, le côté le moins profond (avec les rayons les plus verticaux) aura des rayons plus courts et plus tendus.